# Azelot
Azelot és un municipi francès situat al departament de Meurthe i Mosel·la i a la regió del Gran Est. L'any 2007 tenia 412 habitants.

## Demografia

### Població
El 2007 la població de fet d'Azelot era de 412 persones. Hi havia 158 famílies, de les quals 20 eren unipersonals (12 homes vivint sols i 8 dones vivint soles), 67 parelles sense fills i 71 parelles amb fills.
La població ha evolucionat segons el següent gràfic:
Habitants censats

### Habitatges
El 2007 hi havia 159 habitatges, 155 eren l'habitatge principal de la família, 2 eren segones residències i 3 estaven desocupats. 156 eren cases i 3 eren apartaments. Dels 155 habitatges principals, 150 estaven ocupats pels seus propietaris, 3 estaven llogats i ocupats pels llogaters i 2 estaven cedits a títol gratuït; 1 tenia dues cambres, 6 en tenien tres, 22 en tenien quatre i 126 en tenien cinc o més. 139 habitatges disposaven pel capbaix d'una plaça de pàrquing. A 56 habitatges hi havia un automòbil i a 95 n'hi havia dos o més.

### Piràmide de població
La piràmide de població per edats i sexe el 2009 era:
| Homes | Edats   | Dones |
| ----- | ------- | ----- |
| 0     | 95 o +  | 0     |
| 0     | 90 a 94 | 0     |
| 4     | 85 a 89 | 0     |
| 0     | 80 a 84 | 0     |
| 0     | 75 a 79 | 0     |
| 16    | 70 a 74 | 4     |
| 4     | 65 a 69 | 8     |
| 16    | 60 a 64 | 12    |
| 24    | 55 a 59 | 16    |
| 4     | 50 a 54 | 20    |
| 20    | 45 a 49 | 20    |
| 4     | 40 a 44 | 8     |
| 20    | 35 a 39 | 12    |
| 12    | 30 a 34 | 20    |
| 4     | 25 a 29 | 4     |
| 16    | 20 a 24 | 8     |
| 4     | 15 a 19 | 4     |
| 24    | 10 a 14 | 0     |
| 4     | 5 a 9   | 16    |
| 12    | 0 a 4   | 20    |

## Economia
El 2007 la població en edat de treballar era de 287 persones, 212 eren actives i 75 eren inactives. De les 212 persones actives 201 estaven ocupades (101 homes i 100 dones) i 11 estaven aturades (5 homes i 6 dones). De les 75 persones inactives 36 estaven jubilades, 26 estaven estudiant i 13 estaven classificades com a «altres inactius».

### Ingressos
El 2009 a Azelot hi havia 157 unitats fiscals que integraven 433,5 persones, la mediana anual d'ingressos fiscals per persona era de 24.268 €.

### Activitats econòmiques
Dels 12 establiments que hi havia el 2007, 1 era d'una empresa de construcció, 4 d'empreses de comerç i reparació d'automòbils, 2 d'empreses de transport, 3 d'empreses de serveis i 2 d'empreses classificades com a «altres activitats de serveis».
L'únic servei als particulars que hi havia el 2009 era una perruqueria.
L'any 2000 a Azelot hi havia 3 explotacions agrícoles.

## Poblacions més properes
El següent diagrama mostra les poblacions més properes.